# Strč prst skrz krk

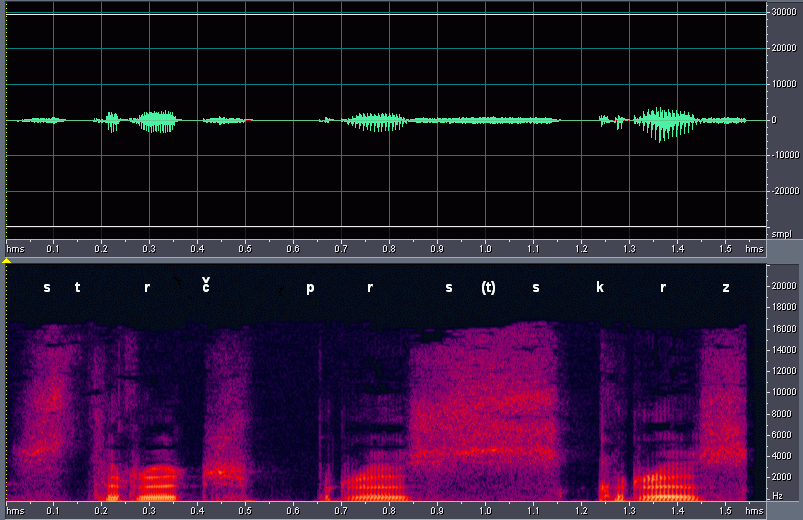
这句捷克语的波形及谱图

Strč prst skrz krk（發音：[str̩tʃ pr̩st skr̩s kr̩k] ⓘ）是捷克语及斯洛伐克语中的一句绕口令，意思是“把指头插过喉咙”。
这句话的特点是没有任何元音。捷克语及斯洛伐克语本身辅音群就较多，完全不包含元音的单词也为数不少。在这种情况下，r及l等响音就起到了音节辅音的作用，在音节中作为音节核。此种现象在斯拉夫语中较为常见。如克罗地亚的克尔克岛，克罗地亚语中就是，又如的里雅斯特，克罗地亚语及斯洛文尼亚语中是，均不包含元音。
捷克语及斯洛伐克语中，类似的绕口令还有prd krt skrz drn, zprv zhlt hrst zrn，意思是“鼹鼠放屁过草皮，吞下了一把谷子”，以及类似的Vlk zmrzl, zhltl hrst zrn（意为“冻住的狼吞下了一把谷子”）。
Strč prst skrz krk这句绕口令也是瑞士报纸La Distinction的副标题。此绕口令有时也作为示播列被使用。